# Cobitis zanandreai
Cobitis zanandreai Cavicchioli, 1965, conosciuto comunemente come cobite del Volturno è un piccolo pesce osseo d'acqua dolce appartenente alla famiglia Cobitidae.

## Distribuzione e habitat
In origine si riteneva che questa specie endemica dell'Italia meridionale fosse ristretta al bacino idrografico del fiume Volturno, con una popolazione disgiunta nella piana di Fondi. In seguito è stata riporta la scoperta di ulteriori popolazioni nel bacino del Liri-Garigliano e nella Pianura Pontina. Un recente studio ha rivelato che le popolazioni presenti nel lago di Fondi e canali limitrofi e quelle della Pianura Pontina costituiscono una specie a sé, descritta con il nome di Cobitis feroniae. Il Cobitis zanandreai pertanto sembrerebbe limitato unicamente ai bacini del Liri-Garigliano, del Savone e del Volturno, a cavallo tra Lazio meridionale e Campania. Il cobite del Volturno occupa i fondali sabbiosi di corsi d'acqua di varia natura, anche in condizioni degradate a causa dell'azione umana, generalmente in tratti a lento scorrimento e provvisti di vegetazione acquatica o ripariale.

## Descrizione
Il corpo è allungato, siluriforme, con la bocca rivolta verso il basso e fornita di barbigli. Le scaglie sono minute. La livrea è mimetica nei fondali: un fondo giallo avorio, più scuro sul dorso, con numerose linee orizzontali formate da minute macchie brune. Vicino al ventre corre una linea di chiazze tondeggianti più grosse dei punti soprastanti. Le pinne sono trasparenti puntinate di bruno.

Il maschio raggiunge una lunghezza massima di 6 cm; la femmina è leggermente più grossa, raggiungendo anche i 7,5 cm.

## Comportamento
Il Cobite del Volturno passa la maggior parte del tempo al riparo sotto i sedimenti del letto fluviale, negli anfratti rocciosi o tra le radici sommerse ed esce per brevi periodi di foraggiamento principalmente durante la notte o in zone ombreggiate, un comportamento che gli garantisce protezione dai predatori.

## Riproduzione
La riproduzione è simile a quella di altri congeneri, con fecondazione esterna, poiché è specie ovipara.

## Conservazione
Questa specie è dichiarata vulnerabile dalla Lista rossa IUCN a causa della ristretta area di origine e del pericolo di distruzione del suo habitat da parte dell'uomo.